# Grote Kerk (Oss)
De Onze Lieve Vrouw Onbevlekt Ontvangen Kerk is beter bekend als de Grote Kerk van Oss, en is gelegen aan de kerkstraat. De kerk is gewijd aan het dogma De Onbevlekte Ontvangenis van Maria. Het is een in neogotische stijl gebouwde kerk, welke ontworpen is door H.J. van Tulder. De kerk, met een opvallend spitsloze toren werd gebouwd in 1857-1859. Het grondpatroon is een kruisbasiliek met een driebeukig transept, en kooromgang. De kerk verving de middeleeuwse Willibrorduskerk, welke gelegen was op dezelfde locatie. 
Bij de kerk staat het gedenkteken Triomferende Maria geflankeerd door twee engelen dat in 1894 werd opgericht door pastoor-deken Arnoldus van de Laar. In 1976 werd de kerk als rijksmonument opgenomen in het Monumentenregister. De kerk maakt deel uit van de parochie H. Willibrordus. 

## Interieur
Het interieur is geïnspireerd op de Sint-Janskathedraal in 's-Hertogenbosch. De gebrandschilderde ramen, datering eind 19e eeuw, zijn gemaakt door de Belgische glazenier J.B. Capronnier.  De apostelbeelden zijn van H. van der Geld. Deze kunstenaars zijn ook voor een groot deel verantwoordelijk voor het interieur in de Sint-Janskathedraal. Er zijn twee orgels. Het hoofdorgel dateert van 1950. De monumentale orgelkas van dit instrument dateert echter van 1880. (Gemaakt door de Gebroeders Goossens uit Den Bosch naar een ontwerp van Hezenmans.) Daarnaast beschikt de kerk over een orgel uit 1891 van M. Maarschalkerweerd. Dit instrument is afkomstig uit een klooster te Zwolle en in 1989 in de Grote Kerk van Oss geplaatst als koororgel.